# Parangitia virescens
Parangitia virescens är en fjärilsart som beskrevs av Druce 1909. Parangitia virescens ingår i släktet Parangitia och familjen nattflyn. Inga underarter finns listade i Catalogue of Life.